# Басня о Драконе-Тиране
«Басня о Драконе-Тиране» (англ. The Fable of the Dragon-Tyrant) — это басня о старении и смерти, написанная шведским философом Ником Бустрёмом в 2005 году. В басне показаны страдания, причиняемые драконом-тираном (аллегорическим изображением процесса старения), который требует дань в десятки тысяч людских жизней ежедневно, и людские действия по противодействию ему.

## Суть
Повествование показывает, что человечество на протяжении своей предыдущей истории не имело в своём арсенале инструментов для борьбы со старением, но с развитием науки и технологий такая возможность появилась. Басня обращается к теме принятия людьми мысли о неизбежности состариться и умереть, критикует транс старения.

## История публикации
Басня впервые была опубликована в 2005 в журнале по биоэтике Journal of Medical Ethics. Существует сокращённая версия басни, впервые опубликованная в 2012 в философском журнале Philosophy Now.
Басня была переведена на многие языки, включая русский, китайский, чешский, нидерландский, французский, немецкий, греческий, польский, сербский, словацкий, испанский, турецкий. Перевод на русский был выполнен в 2008 году.

## В популярной культуре
Популярный ютубер CGP Grey создал анимированную адаптацию басни в 2018 году. Эта экранизация была высоко оценена Life Extension Advocacy Foundation.

## Внешние ссылки
- The Fable of the Dragon-Tyrant
- «Басня о Драконе-Тиране» (на русском)
- Dragon Tyrant Animation Video на YouTube (англ.)